# Monastero di San Liberatore
Il monastero di San Liberatore è un edificio religioso benedettino femminile che si trova a Castelsantangelo sul Nera, in provincia di Macerata, nelle Marche.

## Storia
Il primo documento riguardante il monastero di San Liberatore è datato al 1113. Nel Liber censuum Ecclesiae Spoletinae è annoverato tra le chiese dipendenti dalla pieve di Santa Maria di Visso. Un breve di Leone X risalente al 1514 riconosce qui il palazzo della famiglia Reguardati, che però viene collocato dagli storici a Norcia. Il monastero fu restaurato negli anni 1950.
Nel 1958 le monache benedettine, che osservarono sempre la clausura, cedettero il monastero alle religiose di vita attiva Suore Benedettine della  Provvidenza, che tuttora lo gestiscono. Il monastero fu danneggiato seriamente dal terremoto del 2016 .

## Descrizione
Il monastero è ubicato all'ingresso del paese in direzione di Norcia, all'interno delle mura cittadine. L'edificio presenta un'imponente struttura ad L, in stile romanico alleggerito, su di un lato, da un portico con due arcate a tutto sesto. Il materiale adoperato per la costruzione è costituito da pietre di diversi tagli e dimensioni.
La zona absidale della cappella interna all'edificio è interamente affrescata, e vi è presente il Cristo Liberatore; reca la scritta «Ego sum Via Veritas et Vita qui credit in me non ambulat in tenebris Ego sum Lux [Mundi] Ego sum Alfa et Omega Principium [et Finis]» (Io sono la Via, la Verità e la Vita. Chi crede in me non cammina nelle tenebre. Io sono la Luce [del Mondo]. Io sono l'Alfa e l'Omega, il Principio [e la Fine]). All'interno del monastero è presente anche un affresco rappresentante San Cristoforo, realizzato dalla scuola di Paolo da Visso.

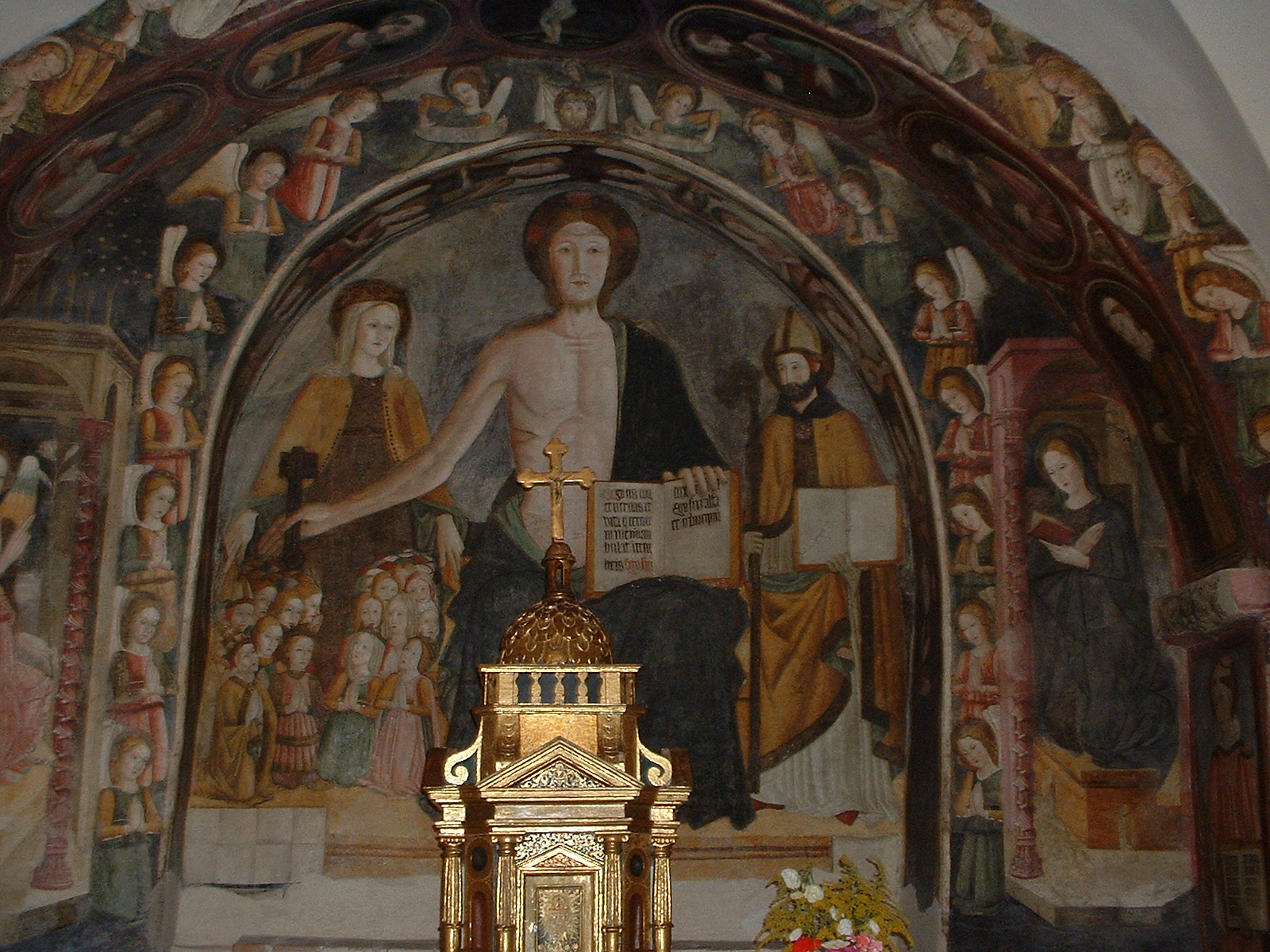
Affresco dell'abside.
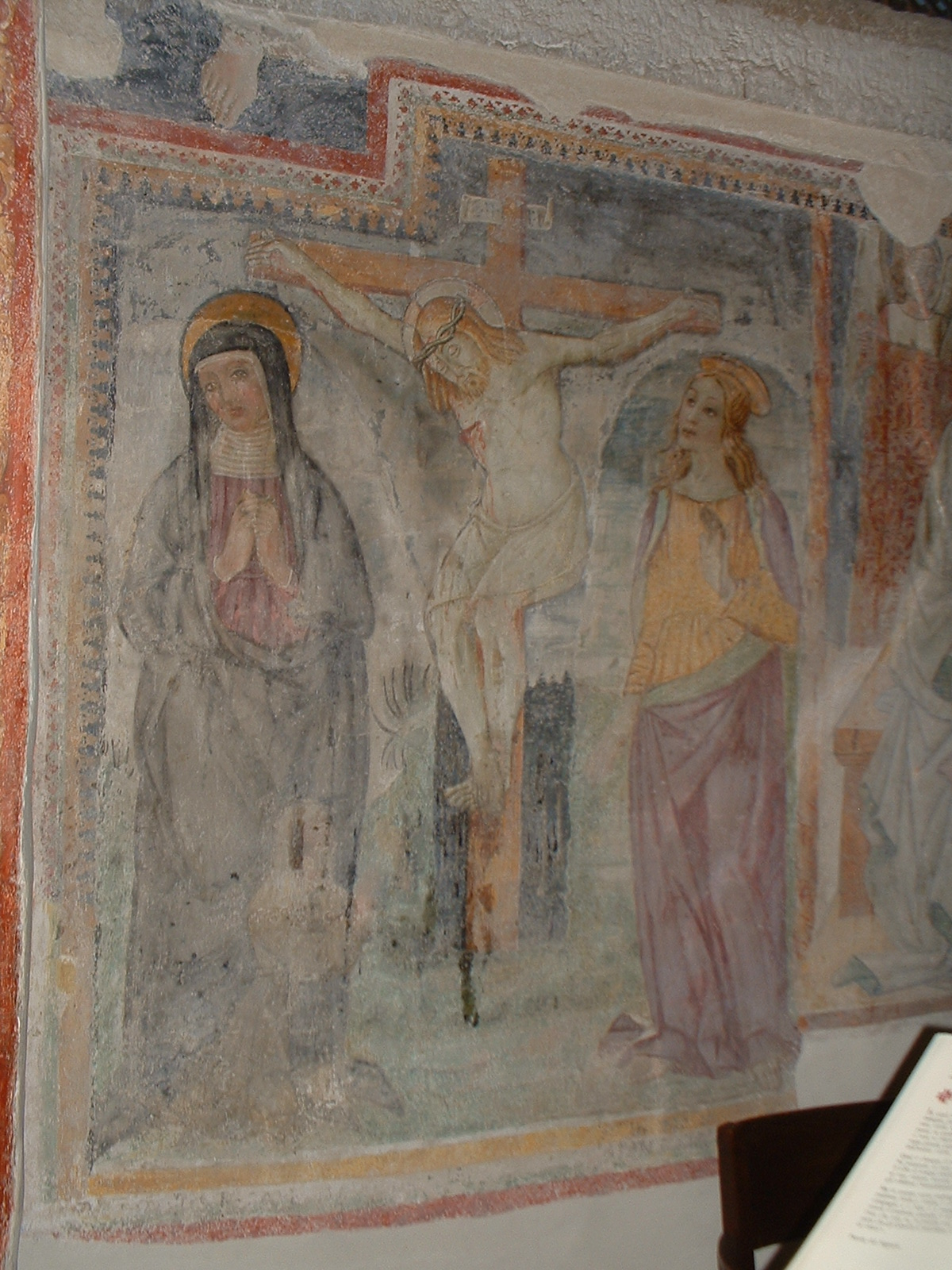
Particolare della chiesa.
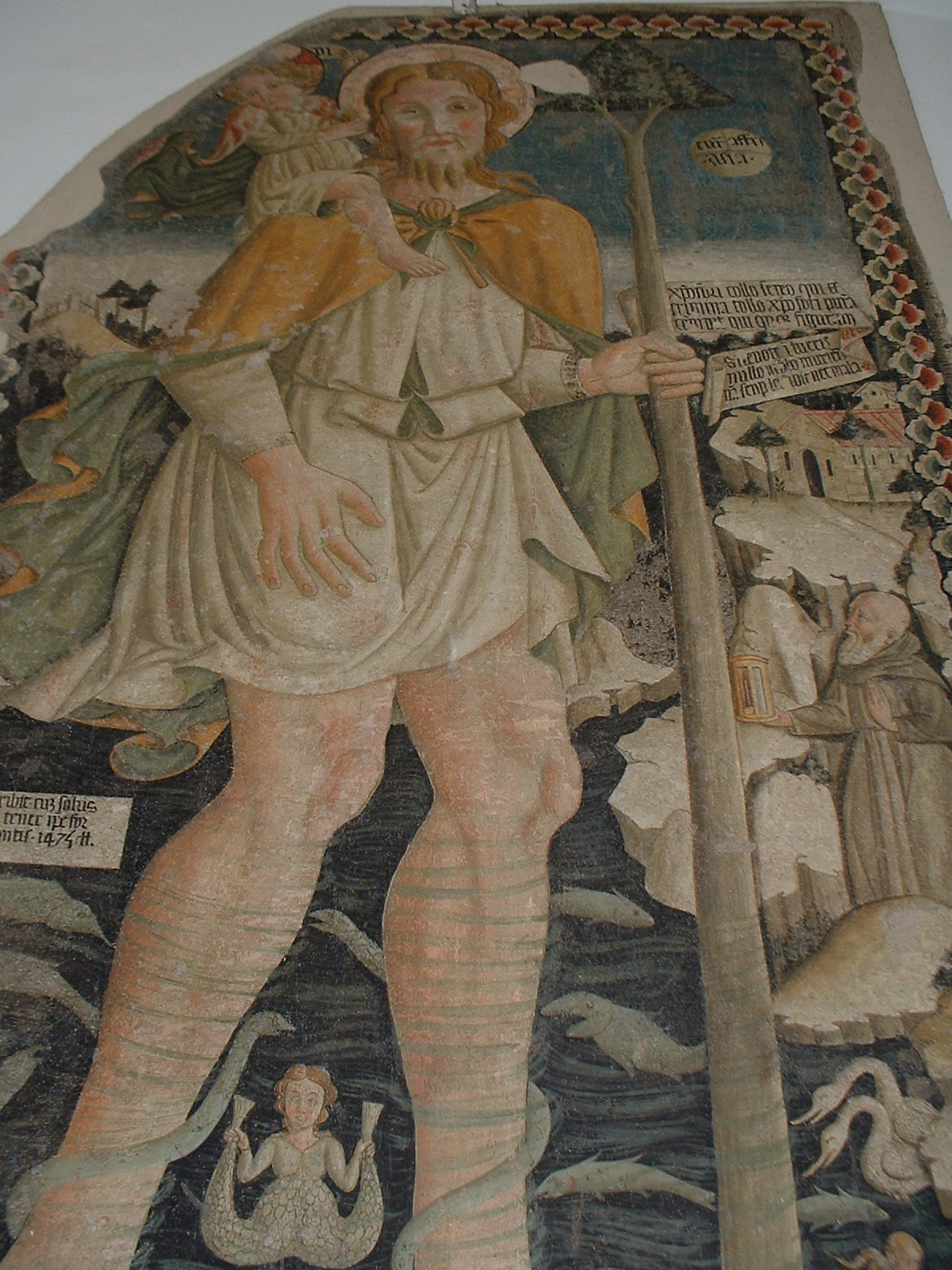
Affresco di San Cristoforo.
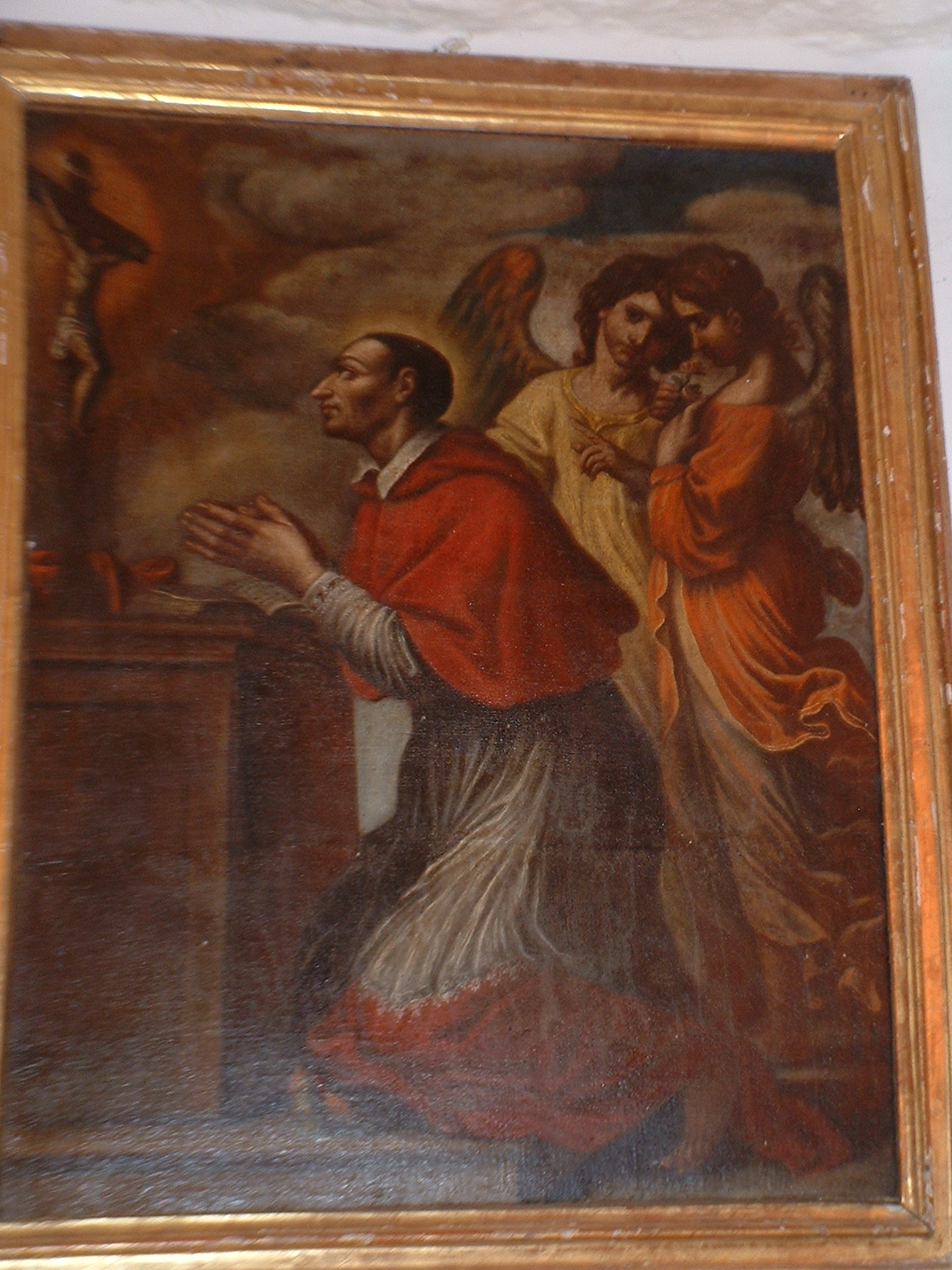
Quadro di San Carlo Borromeo.